# Prezero-Arena
Prezero-Arena je fotbalový stadion v městečku Sinsheim, ležícím ve spolkové zemi Bádensko-Württembersko na jihozápadě Německa .
Od dokončení stavby roku 2009 je domovským stánkem bundesligového týmu TSG 1899 Hoffenheim. Stadion nabízí 30 164 míst (z toho je 21 118 míst k sezení a 9 146 míst k stání).